# Succession d'Espagne (1701-1883)
Cet article concerne la succession entre les années 1701 à 1883 (début de la guerre de Succession d'Espagne - Restauration bourbonienne en Espagne). Pour les autres significations, voir Succession d'Espagne.
 (août 2009).
Si vous disposez d'ouvrages ou d'articles de référence ou si vous connaissez des sites web de qualité traitant du thème abordé ici, merci de compléter l'article en donnant les références utiles à sa vérifiabilité et en les liant à la section « Notes et références ».
 (juin 2016).

## L'avènement de Philippe V de Bourbon
Aux yeux des contemporains, il allait de soi que les Renonciations de 1612, 1615, 1619, 1659 et 1660, mentionnées par le Testament, de même que les Renonciations de 1712-1713, avaient pour but d'empêcher l'union des Couronnes de France et d'Espagne sur la même tête, et de préserver à la fois l'indépendance espagnole et l'équilibre des forces en Europe. N’en déplût à Louis XIV ("Il n'y a plus de Pyrénées") l'union des deux pays ne fut jamais à l'ordre du jour. De fait, l'histoire même de ces mariages et de ces Renonciations en chaîne tend à prouver que leur objectif était de prévenir toute union franco-espagnole, non de priver les membres de chacune des deux branches de la Maison de France de leurs droits à la succession de l'un ou l'autre Trône. Telle était la raison avancée lors des Renonciations signées par les Infantes Anne et Marie-Thérèse, tout comme lors des Renonciations de Philippe V et des Ducs de Berry et d'Orléans. La même logique sous-tendait les différents Traités d'Utrecht et les Traités qui suivirent dans le quart de siècle suivant.

### Le traité d'Utrecht
La formulation du Traité d'Utrecht contrastait avec les conditions que les puissances alliées cherchèrent, dans un premier temps, à imposer à la France et à l'Espagne dans les "Préliminaires de La Haye" en 1709 et 1710, et représentait un assouplissement de leurs termes. 
Les premières propositions, datées du 29 mai 1709 et signées, pour la Grande-Bretagne, par le Duc de Marlborough et pour l'Empereur, par le Prince Eugène, scandalisèrent le Marquis de Torcy, Ministre des Affaires Étrangères, à son arrivée à La Haye. La Grande-Bretagne et ses alliés exigeaient une capitulation complète de la France et de l'Espagne, aux termes de laquelle la France reconnaîtrait l'Archiduc comme Charles III, souverain d'Espagne et de toutes ses possessions. Elle cèderait également Strasbourg, Brisach, Landau et l'Alsace à l'Empereur d'une part, puis Cassel, Lille, Tournai, Condé et d'autres villes de la Flandre française aux Pays-Bas d'autre part. L'article VI des préliminaires stipulait que « La Monarchie d’Espagne, dans son intégrité, doit demeurer au sein de la Maison d’Autriche, et aucune des parties ne saurait la démembrer, ni ladite Monarchie ou aucune partie de celle-ci être réunie à celle de France, ni être sujette au même Roi, ni aucun Prince de France en devenir le souverain, en aucune manière par testaments, actes, succession, convention, mariage, présent, vente, contrat ou quelque autre moyen, car nul Prince appelé à régner en France, ni aucun Prince de la Maison de France, ne saurait jamais régner sur l’Espagne, ni acquérir, aux fins d’obtenir ladite Monarchie, aucune place forte, contrée ou province en aucun pays, principalement aux Pays-Bas, en vertu d’aucun présent, contrat de vente, échange, contrat de mariage, héritage, appel, succession par testament ou intestat, d’aucune manière possible ni pour lui-même, ni pour les Princes ses fils et ses frères, leurs héritiers et descendants. »
Ces exigences débordaient largement le cadre d'une simple séparation des deux Couronnes, ainsi que de quelconques précautions prises contre l’avènement d'un souverain espagnol au Trône de France et vice versa : elles interdisaient à tout membre de la Maison de France de régner sur l'Espagne, ou sur une possession de la Couronne espagnole, et exigeaient de Louis XIV qu'il s'engageât dans un conflit contre son propre petit-fils. 
Puisque les Renonciations signées par les Infantes mariées aux Rois de France, étaient considérées comme nulles et non avenues, ces préliminaires auraient empêché toute union entre un membre de la Maison de France et un quelconque représentant de la dynastie qui serait à l'avenir appelée à régner sur l'Espagne. Les préliminaires s'en prenaient ainsi à toute la Maison de France, y compris à la branche de Condé qui ne descendait pas des Infantes Anne et Marie-Thérèse par les hommes. Bien que les Français aient refusé ces termes, Louis XIV fut contraint de persuader son petit-fils de renoncer à la Couronne. Il consentit que les deux monarchies ne fussent jamais réunies et en vint presque à accepter les conditions extrêmement sévères que lui imposaient les alliés, exigeant qu'aucun membre de sa Maison ne puisse régner sur l'Espagne. 
La Grande-Bretagne considérait qu'une séparation perpétuelle ne pouvait résulter que d'une Renonciation définitive de Philippe V à ses droits sur le Trône de France. Torcy, dans un mémoire transmis au nom du Roi au ministre Britannique, le Comte d'Oxford, le 18 mars 1712, avertit : « La France ne peut jamais consentir à devenir province de l'Espagne, et l'Espagne pensera de même à l'égard de la France. Il est donc question de prendre des mesures solides pour empêcher l'union des deux monarchies ; mais on s'écarterait absolument du but qu'on se propose (…) si l'on contrevenait aux lois fondamentales du Royaume. Suivant ces lois, le Prince le plus proche de la Couronne en est héritier nécessaire (…) il succède, non comme héritier mais comme le maître du Royaume dont la seigneurie lui appartient, non par choix, mais par le seul droit de sa naissance. Il n'est redevable de la Couronne ni au Testament de son prédécesseur, ni à aucun édit, ni à aucun décret, ni enfin à la libéralité de personne, mais à la loi. Cette loi est regardée comme l'ouvrage de Celui qui a établi toutes les monarchies, et nous sommes persuadés, en France, que Dieu seul la peut abolir. Nulle Renonciation ne peut donc la détruire, et si le Roi d'Espagne donnait la sienne, pour le bien de la paix et par obéissance pour le Roi son grand-père, on se tromperait en la recevant comme un expédient suffisant pour prévenir le mal que l'on se propose d'éviter. » 
La Chambre des lords se rallia à ce point de vue, estimant, dans le cadre d'une motion adressée à la Reine Anne, que le Duc d'Anjou ne pouvait se voir privé d'un droit qui "lui avait été donné par le droit de sa naissance, et qu'avec le consentement du peuple français, il devait demeurer inviolable, en accord avec la loi fondamentale du Royaume" 
Torcy dénonçait ce qu’il percevait comme une illusion : la séparation définitive des deux Couronnes ne saurait être garantie par une simple Renonciation, même si le Roi d'Espagne y était contraint par son grand-père ; cette chimère mènerait à de plus grands périls encore. 
Mais Torcy ne fut pas entendu. Les Britanniques avaient mal compris les fonctions et les attributions du Parlement de Paris, et pensaient qu'elles étaient les mêmes que celles du parlement de Westminster, investi, lui, du pouvoir de légiférer. Or le Parlement de Paris, bien qu'il fût le premier des Parlements, n'avait pas l'initiative des lois ; il s'agissait avant tout d'une Cour, chargée d'enregistrer les différents arrêts royaux ; cette procédure leur donnait alors force de loi. C'est pourquoi le simple enregistrement d'un arrêt royal ne pouvait modifier un élément constitutionnel aussi important que la succession au Trône, contrairement à ce que permettait le système juridique en Grande-Bretagne où le Parlement Britannique avait pu déclarer l'abdication de Jacques II en 1689, ou établir en 1701 la règle d'une succession protestante par l'Act of Settlement.

## L'équilibre européen
Dans chacun de ces Traités, l'objectif des articles des Renonciations est clairement donné : séparer à jamais les deux Couronnes et empêcher leur union sur une seule et même tête. 
1- L'intention n'était pas, comme on se le proposait au cours des négociations avortées de 1709-1710, d'empêcher définitivement l'accession au Trône d'Espagne d'un membre de la Maison de France. Les Renonciations à l'Espagne avaient été formulées en termes similaires par deux fois, au cours du siècle précédent. Lorsque l'Infante Anne d'Autriche, fille de Philippe III, s'était unie à Louis XIII, on avait exigé d'elle qu'elle renonçât à la succession au Trône d'Espagne pour elle-même et pour ses descendants, dans une annexe à son contrat de mariage du 22 août 1612. Cette exigence fut renouvelée peu de temps avant son mariage, le 18 octobre 1615. Une fois de plus, l'objectif était d'empêcher l'union des deux Couronnes : "et d'empêcher que lesdits Royaumes soient réunis, et en aucune occasion où ils pourraient l'être (…) la Sérénissime Infante Anne ni les enfants nés d'elle, soit mâles ou femelles, ni leurs descendants  en quelque degré qu'ils se puissent trouver, ne puissent succéder aux Royaumes, états et seigneuries appartenant à Sa Majesté catholique." Comme elle était alors mineure, elle renouvela cette Renonciation en 1619. Cet engagement prit force de loi en Espagne en vertu du Décret Pragmatique du 3 juin 1619, et fut inclus au titre de la Loi XII du Titre VII du Livre V de la Nueva Recopilaciòn de las leyes de Castilla de 1640 (puis à nouveau, curieusement, en tant que Loi IV du Titre I de Livre III de la Novisima Recopilaciòn  de 1803). 
2- Le contrat de mariage établi le 7 novembre 1659, entre Louis XIV et sa cousine germaine, l'Infante Marie-Thérèse, contenait une clause semblable, dont l'objectif explicite était de prévenir l'union des deux Couronnes. Il est fait référence, tant dans ce contrat que dans celui de l'Infante Anne, aux intérêts des États européens et à la "dignité de l'Espagne", métaphore désignant son indépendance. Philippe IV, dans son Testament, confirma par écrit les Renonciations de sa sœur et de sa fille, toutes deux ayant eu pour but d'empêcher l'union des deux Couronnes, mais expliquant leurs actes par des raisons de "convention".
3- Mais la nécessité de prévenir l'union des deux Couronnes imposait qu’on prît des accommodements avec cette règle absolue. Bien qu'en 1700, l’héritier immédiat de Charles II d'Espagne fût le Dauphin, suivi de son fils aîné le Duc de Bourgogne, ils se trouvaient l'un et l'autre au même rang dans la succession au Trône de France. De fait, ni l'un ni l'autre ne fut couronné: tous deux moururent tragiquement avant leur père et grand-père Louis XIV ; sa succession revint finalement à son arrière-petit-fils, Louis XV. 
Les lois régissant la succession en France étaient simples : le Trône devait passer par les hommes, nés d'unions légitimes, dans l'ordre de primogéniture. Les lois de succession espagnoles (ou du moins celles qui avaient cours lors des négociations préliminaires au Traité d'Utrecht) exigeaient que les fils du Roi succèdent à la Couronne selon la primogéniture, et par préférence à leurs sœurs ; si le Roi ne laissait que des filles, l'aînée lui succèderait selon la primogéniture et par préférence à ses oncles (ainsi qu'aux branches mâles plus éloignées). Afin d'assurer ses droits et ceux de ses descendants, Philippe V décida de garantir à sa famille les mêmes droits que ceux qu'il avait sur le Trône de France. La loi qui fut alors promulguée instituait une succession semi-salique, aux termes de laquelle l'accession au Trône était limitée à la descendance mâle de Philippe. En cas d’extinction de la descendance mâle, la Couronne reviendrait à l'héritière du dernier survivant mâle ; seule l'absence d'une héritière entraînerait la transmission de la Couronne à la descendance du Duc de Savoie. Cette loi fut portée en annexe au volet hispano-britannique du Traité d'Utrecht, qui fut signé le mois de juillet suivant. 
Les Renonciations réciproques de Philippe V, Roi d'Espagne, au Trône de France, et de deux Princes de la Maison de France au Trône d'Espagne, avaient pour but de maintenir l'équilibre des forces en Europe, en séparant définitivement les Couronnes française et espagnole. La réciprocité de ces engagements signifiait que tout manquement à leurs termes, commis par l'une quelconque des deux parties, dégageait l'autre de ses obligations. Les intentions et les ambitions des différentes parties des Traités auxquelles ces Renonciations furent portées en annexe étaient irréconciliables. La France souhaitait mettre fin à un conflit désastreux, mais cherchait également à retrouver son influence en Europe, sans limitation des pouvoirs monarchiques, tout en s'assurant qu'une dynastie amie s'établissait de l'autre côté des Pyrénées. 
La Renonciation du Roi d'Espagne à ses droits français ne fut pas faite en sa qualité de Duc d'Anjou mais de Roi d'Espagne, et ne constituait qu’une annexe au Traité franco-britannique, dont le deuxième article contenait une Renonciation plus explicite que celle qui était incluse dans le Traité hispano-britannique. En consentant à cette Renonciation, le Roi d'Espagne pouvait légitimement espérer rétablir la paix, et obtenir des gages fermes, prenant la forme d'une reconnaissance internationale de son droit incontesté à régner sur l'Espagne et sur son Empire. Il espérait alors encore conserver les possessions italiennes de l'Espagne, et bien qu'il fût forcé de s'en séparer par les Traités de 1713, resta déterminé à les recouvrer. 
Son cousin le Duc d'Orléans, quant à lui, tenait ses droits de sa grand-mère, Anne d’Autriche, épouse de Louis XIII, mais son nom avait été omis de la liste établie dans le Testament de Charles II et répertoriant tous ses héritiers potentiels. Le Duc avait en conséquence demandé à Philippe V, son cousin, d’en attester. À cet effet, Philippe V fit instaurer la loi de 1703, rétablissant les descendants d’Anne dans leurs droits. 
La Renonciation réciproque du Duc d'Orléans était formulée en termes semblables à celle de son cousin Berry, et commençait également par l'affirmation que sa motivation principale était de ramener la paix et de séparer les deux Couronnes de France et d'Espagne. Dans ce but, « il seroit fait des renonciations réciproques ; savoir, par le Roi Catholique Philippe V nostre neveu, pour lui et pour tous ses descendants à la succession de la couronne de France, comme aussi par le Duc de Berry, nostre très-cher neveu, et par nous, pour nous et pour tous nos déscendants, à la couronne d'Espagne; à condition aussi que la maison d'Autriche, ny aucun de ses déscendants, ne pourront succéder à la couronne d'Espagne, parce que cette maison, même sans l'union de l'Empire, seroit formidable, si elle ajoutoit une nouvelle puissance à ses anciens domaines; et, par conséquent, cet équilibre qu'on veut établir, pour le bien de tous les Princes et les États de l'Europe, cesseroit (…) Nous avons résolu de faire ce désistement, cette abdication et cette renonciation de tous nos droits, pour nous et au nom de tous nos successeurs et déscendants. Et pour l'accomplissement de cette résolution, que nous avons prise de notre pure, libre et franche volonté, nous déclarons et nous tenons dès à-présent, nous, nos enfants et déscendants pour exclus, inhabiles, absolument et à jamais, et sans limitation, ny distinction de personnes, de degrés et de sexe, de toute action, de tout droit à la succession de la couronne d'Espagne. Nous voulons et consentons pour nous et nos déscendants que, dès maintenant et pour toujours, on nous tienne, nous et les nostres, pour exclus, inhabiles et incapables, en quelque degrez que nous nous trouvions, et de quelque manière que la succession puisse arriver à nostre ligne, et àtoutes les autres, soit de la maison de France, soit de celle d'Autriche, et tous les déscendants de l'une et de l'autre maison, qui, comme il est dit et supposé, doivent aussi se tenir pour retranchées et exclues (…). ». 
Non seulement le Duc d'Orléans insistait-il sur la nature réciproque de sa Renonciation, mais il la reliait explicitement à la condition que la Maison d'Autriche fût exclue de la succession d'Espagne.
Au-delà de l'examen des textes de ces Renonciations, ajoutons que les commentateurs de l'époque considéraient que la Renonciation à des droits futurs sur un Trône était irrecevable en droit, puisque la succession était régie par des lois fondamentales, bien connues et inaltérables. Ces lois fondamentales dictaient que la succession de la Couronne de France se fît selon l'ordre de la primogéniture mâle ; l'héritier de la Couronne devait être catholique et français, bien que ces conditions pussent être remplies par conversion ou naturalisation (comme ce fut le cas en 1589-1594 lors de l'avènement de Henri IV). C'est pourquoi Torcy écrivait que si le Roi d'Espagne signait une telle Renonciation, cet acte seul ne pouvait atteindre l'objectif souhaité, dans la mesure où il n'engageait pas ses héritiers.

## La réforme de la succession espagnole par Philippe V
À l'époque de ces Renonciations, la succession en Espagne était toujours régie par le système mixte de succession par les hommes et par les femmes, établi définitivement à la fin du XIIIe siècle. Philippe décida de limiter la succession espagnole d'abord à la seule branche mâle, puis par défaut aux femmes, afin de garantir le trône à ses descendants. Cette exigence fait l’objet d’une condition de sa Renonciation, clairement indiquée à ses alliés durant les négociations préliminaires au Traité d'Utrecht. De fait l'Espagne et la Grande-Bretagne attendirent que ce problème ait été résolu avant de conclure leur paix par le second Traité d'Utrecht (où la nouvelle loi fut portée en annexe). 
S'il n'avait pas insisté sur ce point, Philippe aurait risqué de voir sa branche, à une ou deux générations de distance, privée de ses droits à la fois sur le Trône de France et sur le Trône d’Espagne. Telle était la raison pour laquelle Philippe V introduisit le nouveau système de succession en Espagne le 17 mai 1713 : un système semi-salique, qui donnait priorité à sa descendance mâle, tout en prévoyant que, dans l'éventualité de l'extinction de cette branche, le Trône passerait à la femme la plus proche. 
Les Cortes refusèrent d'abord d'enregistrer ce décret qui contrevenait si évidemment à des siècles de tradition dynastique en Espagne. Le Roi présenta donc une deuxième fois son décret au Conseil de Castille, qui, dans un premier temps, le rejeta également. Philippe V ne put, en dernier lieu, obtenir l'enregistrement de cet acte qu'en demandant individuellement aux membres du Conseil de donner leur accord, manœuvre qui aboutit enfin. 
Il n'apparaissait toutefois pas clairement que cette modification Constitutionnelle était conforme à la loi espagnole, tant elle introduisait un de bouleversements considérables dans la succession. Néanmoins, la nouvelle loi fut incluse dans toutes les compilations ultérieures des lois espagnoles ; elle fut ainsi  ratifiée par la Couronne et les Cortes, jusqu'à la Novisima Recopilaciòn  de 1803, publiée après le Décret de Charles IV de 1789. 

## Incidences diplomatiques et dynastiques

### État de la succession
À la mort de Louis XIV, la seule personne qui s’interposait entre Philippe V et la Couronne de France était le jeune Louis XV. Âgé de cinq ans, l'arrière-petit-fils du roi avait perdu son père trois ans plus tôt. On cherchait alors à lui trouver une épouse, et lorsqu’il tomba gravement malade en 1723, l'inquiétude grandit. 
Si le roi avait dû mourir, la question de la validité des Renonciations se serait immédiatement posée ; les Archives nationales conservent un ensemble de commentaires et de correspondance portant sur les conséquences de la mort éventuelle du jeune Roi :
- le maréchal duc de Villars estimait que les Renonciations contrevenaient aux lois du Royaume, qui assuraient à jamais la succession à la branche aînée de la Maison de France ;
- le duc de Bourbon, Premier ministre, craignait qu’une guerre civile n’éclatât, étant donné les droits de Philippe V.

### Débats publics
Sous l’Ancien Régime, la validité des Renonciations ne fut pas débattue en public. A la Révolution cependant, l'Assemblée nationale se pencha sur cette question lors d’une session de trois jours qui s’ouvrit le 15 septembre 1789. 
Au terme de longs débats, l’Assemblée vota un texte définitif sur la succession à la Couronne. Celui-ci stipulait : « La couronne se transmet de manière héréditaire de mâle en mâle, par ordre de primogéniture, à l’exclusion absolue des femmes et de leurs descendants, sans préjugé de l’effet des Renonciations». 
Deux ans plus tard, l’Assemblée Nationale acheva la rédaction d’une Constitution écrite, entérinée par le roi, et qui eut cours pendant la dernière année de la monarchie. Pour la première fois, il devenait nécessaire de définir formellement et en conformité avec la Constitution, les règles de succession ainsi que les titres, privilèges et prérogatives de la Couronne. Lorsque la question des droits de la branche espagnole fut posée, l’Assemblée vota un amendement à l’article portant sur la succession, dans le dessein implicite de garantir ses droits. Cette intention se donne manifestement à voir dans la clause suivante, extraite de l’article I, Chapitre II, Titre III : « La Royauté est indivisible, et déléguée héréditairement à la race régnante de mâle en mâle, par ordre de primogéniture, à l’exclusion perpétuelle des femmes et de leur descendance. Rien n’est préjugé sur l’effet des Renonciations dans la race actuellement régnante ». 
Louis-Philippe Ier lui-même évoqua ce point dans les Mémoires (voir plus bas la succession de Ferdinand VII).

## La deuxième succession espagnole (1812)
En 1808, le roi d'Espagne Charles IV avait abdiqué en faveur de son fils Ferdinand VII qui avait par la suite été emprisonné par Napoléon Ier. Après Napoléon consentit, par le Traité de Valençay du 11 décembre 1813, au retour de Ferdinand en Espagne. 

### Les dissensions intérieures
Après la Restauration, le camp progressiste se divisait entre sympathisants des mouvements d’indépendance américains, et partisans d’un renforcement de la puissance de l’Empire espagnol, dans le cadre d’une monarchie Constitutionnelle. Par le Décret de Valence du 4 mai 1814, Ferdinand abolit la Constitution et dissout les Cortes ; il fit archiver les documents et les minutes, et élargir tous ceux qui avaient été emprisonnés sur ordre des Cortes pour leur opposition à la Constitution. 

### Le choix d'un système successoral
Ferdinand VII s'était marié quatre fois. Ses trois premières épouses étaient mortes sans lui laisser de descendance ; le 11 décembre 1829, il épousa la princesse Marie-Christine, 23 ans, fille du roi François Ier des Deux-Siciles. Les radicaux désespéraient d’obtenir la moindre réforme, l'héritier présomptif du roi étant son frère cadet, l’infant Don Carlos, dont l'hostilité à la Constitution étaient importante. 
Ferdinand, quant à lui, avait dû satisfaire certaines des revendications de l'opposition : lorsque la nouvelle de la grossesse de la Reine fut révélée en mars 1830, les réformistes proposèrent, avec le soutien de la reine, que le roi promulgue à nouveau un décret de Charles IV qui n'avait jamais été publié : ce texte remplaçait le système semi-salique établi sous Philippe V par l'ancien système de succession mixte prévalant avant l'avènement des Bourbons. Le roi édicta alors la Pragmatique sanction du 29 mars 1830, ratifiant le décret de 1789.
La promulgation de la sanction pragmatique de 1830 entraîna des réactions immédiates, la grossesse de la reine étant désormais officielle : 
- le prince Jules de Polignac, Ministre français des Affaires Étrangères, doutait de la validité de la nouvelle loi ;
- les Deux-Siciles émirent la première protestation par une dépêche du prince de Cassaro, Ambassadeur de Naples à Madrid, adressée au Secrétaire d’État espagnol le 29 mars 1830.

La naissance d'une fille attisa la controverse. 
Ferdinand restait ferme dans sa décision de changer la succession : le 13 octobre 1830, Isabelle fut déclarée princesse des Asturies. Le 30 juin 1832, la Reine donna naissance à un second enfant, l'infante Luisa Fernanda, et le 4 avril, l'infante Isabelle fut présentée aux Cortes comme l'héritière du Trône. 
Ferdinand II des Deux-Siciles résolut alors d’énoncer une protestation solennelle et publique, en date du 18 mai 1833, qu’il fit publier et distribuer aux cours d’Europe. Ce document rappelait une fois de plus que la Renonciation de Philippe V et sa ratification du volet hispano-britannique du Traité d’Utrecht étaient subordonnées à l'assurance que le Trône d’Espagne reviendrait à ses descendants mâles. Le roi poursuivait en déclarant que le nouvel « ordre de succession, organisé avec l'accord et la garantie des puissances européennes et reconnu non seulement par la nation espagnole, mais encore prescrit par de nombreux autres Traités entre les dites puissances, était devenu, pour toutes ces raisons, obligatoire et intangible, et avait établi ces droits pour toute la descendance mâle de Philippe V le fondateur, pour toujours… Nous avons également la certitude, dans le même temps, que dès lors que cette loi avait été adoptée, il n'est au pouvoir de quiconque, selon les principes de la loi universelle, d'y apporter une innovation ou une modification pour quelque raison ou prétexte que ce soit ». Le roi de Naples achevait sa protestation par une affirmation et une revendication de tous ses droits et de ceux de ses descendants, prononcées, selon ses termes « devant les Souverains légitimes de toutes les Nations »
Ferdinand VII résolut de révoquer son décret : par un arrêt du 18 septembre 1832, il rétablit la loi de 1713. Il revint ensuite sur sa décision et proclama à nouveau sa Sanction Pragmatique, par décret royal le 31 décembre 1832. Quelques jours plus tard, le roi tomba gravement malade et la reine fut nommée Reina Gobernadora (Régente) par le décret royal du 4 janvier 1833. 
Leur fille fut immédiatement proclamée reine sous le nom d'Isabelle II, sous la régence de sa mère, puis elle fut déclarée majeure par anticipation, à l'âge de treize ans, le 10 novembre 1843.

### La position française
L’amendement avait causé une irritation tout aussi grande du côté français. 
Saint-Priest, Ambassadeur de France à Madrid, adressa une première communication officielle au Secrétaire d’État espagnol, Gonzalez Salmòn, le 29 mars 1830. Il y indiquait clairement que la loi semi-salique avait assuré le prestige et la puissance des « trois branches de l’Auguste Maison de Bourbon », et qu’elle avait été promulguée aux fins « d’assurer à l’Auguste Maison de Bourbon la possession d’un Trône acheté par tant de sacrifices ». 
Polignac, dans ses instructions à Saint-Priest, écrivait le 28 avril : « En la qualité de Roi de France, le Roi ne se croit pas appelé à prononcer sur la validité d’une loi espagnole, mais comme Chef de la Maison, il peut intervenir dans tout ce qui en lèse les intérêts et il doit sa protection à tous les membres qui la composent. Vingt Princes du Sang de Louis XIV se trouvent par la loi de Ferdinand VII privés des droits qu’ils tenaient de leur naissance ; et dix d’entre eux placés hier sur les premiers degrés du Trône sont menacés de se voir confondre dans la foule des simples gentilshommes espagnols. La question est trop grave pour que Sa Majesté n’y donne pas une sérieuse attention (…). Elle est décidée à soutenir les droits qui se pourraient trouver lésés avec toute la fermeté de son caractère et le sentiment de dignité qu’il appartient au Chef des Bourbons de porter dans les questions où il s’agit de l’intérêt et de l’honneur de Sa Maison (…) ». 
L’Ambassadeur d’Espagne à Paris, le Comte d’Ofalia, dans une lettre datée du 24 avril 1830, rapporta au Secrétaire des Affaires Étrangères espagnol la substance d’une conversation qu’il avait eue quelques jours plus tôt avec Polignac : « Polignac m’a affirmé que la Pragmatique était en contradiction avec les Renonciations faites par Philippe V pour lui-même et pour ses descendants à la succession au Trône de France, (…) si le Duc de Bordeaux venait à disparaître, les Renonciations de Philippe V n’aurait d’autre validité que celle qu’elles pourraient recevoir de la force ou des circonstances… ». 
Louis-Philippe, alors Duc d’Orléans, affirmait de son côté : « ce n’est pas seulement comme Français que je prends un vif intérêt à ces questions, c’est aussi comme père. Dans le cas, en effet (ce qui n’arrivera jamais de mon temps) où nous aurions le malheur de perdre M. le Duc de Bordeaux sans qu’il laissât d’enfant, la Couronne reviendra à mon fils aîné, pourvu que la loi salique soit maintenue en Espagne ; car, si elle ne l’était pas, la Renonciation de Philippe V au Trône de France, en son nom et au nom de ses descendants mâles, serait frappée de nullité, puisque ce n’est qu’en acte de cette Renonciation que les descendants de ce Prince ont acquis un droit incontestable à la Couronne d’Espagne ; mais, si ce droit leur est enlevé, ils peuvent réclamer celui que leur donne la loi salique française à l’héritage de Louis XIV. Or, comme petits-fils de Louis XIV, ils passent avant mes enfants. ».

## Les mariages espagnols
Le choix d'un époux pour la reine Isabelle II et pour sa sœur, enjeu épineux, provoqua une crise inévitable :
- les Deux-Siciles avaient renoué des relations diplomatiques avec l'Espagne en 1844, dans l'espoir que le fils cadet du roi, le comte de Trapani, devînt l'époux de la jeune souveraine ;
- le gouvernement voyait d’un bon œil une alliance avec un descendant espagnol de Philippe V ;
- la Grande-Bretagne plaidait la cause du prince Léopold de Saxe-Cobourg-Gotha, frère cadet du prince consort du Portugal, neveu du roi des Belges, et dont deux des frères et sœurs avaient épousé des enfants de Louis-Philippe ;
- les Français se déclaraient partisans d'une union avec un descendant de Philippe V, tout en espérant un mariage avec le Duc de Montpensier, fils de Louis-Philippe.

Après avoir persuadé la reine Isabelle de choisir son cousin, l'infant François d'Assise de Bourbon plutôt que l'infant Henri ou le prince Léopold, la France obtint l'accord de la reine pour un mariage entre sa sœur et le duc de Montpensier. 
Un double mariage eut lieu à Madrid le jour du seizième anniversaire de la Reine, le 10 octobre 1846. D’aucuns pensaient que l'infant François d'Assise, du fait de son homosexualité notoire, était incapable d'avoir une descendance et la France s’attendait peut-être à ce que le Trône d’Espagne passât à l'infante Luisa Fernanda ou à ses descendants, à la mort de la reine. De fait, l'incertitude quant à la paternité réelle des enfants d'Isabelle ne fut un secret pour personne.

### Crise internationale
L'annonce du mariage provoqua une nouvelle crise des relations internationales. La Grande-Bretagne fit part de ses protestations à la France le 22 septembre 1846, par une lettre du secrétaire d'État aux Affaires Étrangères, Lord Palmerston, à l'ambassadeur de Grande-Bretagne à Paris, à remettre à Guizot, Premier ministre : « Car il apparaît clairement qu’en vertu de la Renonciation faite à Utrecht par le Duc d'Orléans d’alors, tous ses descendants mâles et femelles de l'époque, à compter de ce temps et pour toujours, sont exclus, invalidés et révoqués de la succession au Trône d’Espagne, de quelque manière que la succession pût revenir à leur branche, et c'est pourquoi les enfants et descendants du duc de Montpensier seraient, en conséquence, exclus de la succession à la Couronne d'Espagne. Mais quelques clairs qu'en soient ses termes, et quelque bénéfique que soit l'effet de cette Renonciation, les enfants ou descendants de cette union pourraient arguer des droits qu'ils auraient hérités de l'infante, et ainsi, à moins que le moindre doute à ce sujet ne soit une fois pour toutes levé par quelque geste légal de la part de l'infante elle-même et au nom de ses descendants, les stipulations du Traité d'Utrecht pourraient être détournées par une volte-face, et la paix en Europe troublée par une nouvelle guerre de succession d'Espagne. Mais ces considérations pourraient également donner lieu à une question d'application plus immédiatement pratique ; car on pourrait trouver un fondement à cette affirmation qui a cours en Espagne, selon laquelle l’exclusion de la branche Orléans par le Traité d’Utrecht rendrait illégal et inconstitutionnel un mariage entre l'infante et le duc de Montpensier. »
Guizot répondit le 5 octobre, rejetant avec vigueur l'interprétation britannique des événements et affirmant : « Aussi le gouvernement anglais (sic) invoque-t-il, comme fondement de sa protestation, le Traité d'Utrecht et les règles qu'il a instituées pour la succession à la Couronne d'Espagne, dans l'intérêt de la paix et de l'équilibre européen. Le Gouvernement du roi pense que le Traité d'Utrecht n'autorise, en aucune façon, une prétention semblable. Après la longue et sanglante guerre de succession, et pour rétablir la paix de l'Europe, le double but, hautement proclamé et reconnu de ce Traité fut : 1° D'assurer la Couronne d’Espagne à Philippe V, et à ses descendants ; 2° D'empêcher que l'union des Couronnes de France et d'Espagne sur la même tête fût jamais possible. Il suffit de se rappeler les négociations qui ont amené le Traité d'Utrecht et d'en lire le texte même (art. IV) pour demeurer convaincu que tels en sont la pensée et le sens. Par le mariage de l'infante avec M. le duc de Montpensier, la Couronne d'Espagne est assurée de ne point sortir de la Maison de Bourbon et des descendants de Philippe V ; et en même temps, les empêchements établis contre toute union possible des deux Couronnes de France et d'Espagne demeurent en pleine vigueur. La double intention du Traité d’Utrecht est toujours accomplie. Il serait étrange qu'on prétendît invoquer, contre nous, celle des dispositions de ce Traité qui tendent à empêcher l'union des deux Couronnes, et qu'on écartât celles qui assurent la Couronne d’Espagne à Philippe V et à ses descendants. Tel serait cependant le résultat de l'interprétation que, dans sa dépêche du 21 septembre, Lord Palmerston voudrait donner de ce Traité. Jamais une telle interprétation n'a été, jusqu'à ce jour, je ne dirais pas admise, mais seulement conçue et présentée. Les faits la repoussent aussi hautement que les textes. Jamais le Traité d'Utrecht n'a été considéré ni invoqué comme faisant obstacle aux mariages entre les diverses branches de la Maison des Bourbons de France et les diverses branches de la Maison des Bourbons d'Espagne. » En prolongement à cette lettre, Guizot écrivait le 11 octobre 1846 ; « Une pareille protestation, présentée en vertu du Traité d'Utrecht et des Renonciations qui y sont annexées, ou plus spécialement en vertu de la Renonciation du duc d’Orléans (1712) à ses droits éventuels au Trône d'Espagne est, à notre avis, dépourvue de tout fondement. Je vous ai dit, dans ma dépêche du 5 de ce mois, quel était le véritable caractère du Traité d'Utrecht et quel double but s'étaient proposé ses auteurs en rédigeant les clauses relatives à la succession espagnole. On voulait, d'une part, assurer le Trône aux descendants de Philippe V, de l'autre, prévenir la réunion sur une même tête des Couronnes de France et d'Espagne. Ce fut là l'objet des Renonciations demandées d'une part de Philippe V, de l'autre, aux ducs de Berry et d’Orléans. C’est là, par conséquent, ce qui détermine le vrai sens et la portée légitime de ces Renonciations. Elles contiennent ce qui est nécessaire pour atteindre le but du Traité d'Utrecht ; mais elles ne sauraient s'étendre et ne s'étendent point, en effet, au-delà de ce but ».

## Guerres carlistes
La famille royale d'Espagne s’est divisée au XIXe siècle en deux lignes rivales. La ligne masculine, issue de Charles de Bourbon, s’opposait à la ligne régnante, issue d’Isabelle II, reine d’Espagne, et de son mari le roi consort, François d'Assise de Bourbon. Les « carlistes » n’acceptaient pas la succession féminine ; au nom de la loi salique, ils organisèrent plusieurs guerres civiles. La branche carliste s’est éteinte en 1936, Alphonse XIII, devenant le nouvel aîné des Bourbons d'Espagne.

## Restauration bourbonienne
Isabelle II eut onze enfants du roi François d'Assise de Bourbon, dont quatre seulement atteignirent l’âge adulte — l’infante Eulalie, dernière survivante, mourut à Irun (Espagne) en 1958. La reine abdiqua en faveur de son fils aîné, Alphonse XII le 25 juin 1870. Elle mourut à Paris, en son palais de Castille, le 9 avril 1904, deux ans seulement après son mari, qui mourut au château d’Epinay le 17 avril 1902. Le 29 décembre 1874 le général Arsenio Martínez-Campos Antón se prononce pour une restauration bourbonienne. En janvier 1875, Alphonse XII rentre en Espagne où il est proclamé roi par le parlement. Son fils, Alphonse XIII, lui succède en 1886.